# Iron Angel
Iron Angel foi uma banda de speed metal alemã formada em 1983. Após algumas demos a banda lançou em 1985 seu primeiro álbum, Hellish Crossfire. Após o segundo álbum, Winds of War, a banda se desentende e encerra as atividades. Houve um retorno na década de 2000, mas somente em 2015 a banda estabilizou com o lançamento dos álbuns Hellbound (2018) e Emerald Eyes (2020).

## Discografia
- 1984: Demo III '84 (Demo)
- 1984: Power Metal Attack (Demo cassete)
- 1985: Legions of Evil (Demo cassete)
- 1985: Hellish Crossfire
- 1986: Winds of War
- 2000: Rush of Power (Demo LP)
- 2004: The Tapes (Ao vivo em 1986, turnê alemã com King Diamond re-lançado pela Painkiller Records em 2005)
- 2007: Back From Hell (Demo)
- 2004: Rush of Power - Ao vivo no Warpke open Air em 1985

## Membros
- Jürgen R. Blackmore - Guitars
- Dirk Schröder - Vocals
- Mike Matthes - Drums
- Thorsten Lohmann - Guitars
- Gunter Moritz - Guitars
- Sven Strüden - Guitars {Falecido 2008}
- Peter Wittke - Guitars {Falecido 2000}